# هیپوگلیسین
هیپوگلیسین (به انگلیسی: Hypoglycin) با فرمول شیمیایی C۷H۱۱NO۲ یک ترکیب شیمیایی با شناسه پاب‌کم ۱۱۷۶۸۶۶۶ است. که جرم مولی آن ۱۴۱٫۱۷ g/mol می‌باشد. 